# Gerard Zalsman
Gerard Zalsman (Haarlem, 6 oktober 1871 – Den Haag 2 december 1949) was een Nederlands bariton.
Gerardus Philippus Zalsman (G.Ph. Zalsman) werd geboren binnen het gezin van Johannes Huigbertus Philippus Zalsman en Catharina Maria Mazzola. Hijzelf huwde Johanna Petronella Landré (geboren 1871), zus van componist Willem Landré. Uit dat huwelijk kwam voort sopraan Jo Zalsman (Jo Hendriks-Zalsman).
Hij kreeg zijn opleiding aan het Conservatorium van Amsterdam en dat van Haarlem. Daarbij waren Johannes Messchaert en  Cornélie van Zanten zijn docenten. Daarna ging hij verder studeren in Frankfurt am Main (Julius Stockhausen) en Berlijn. Ook kreeg hij les van Willem Mengelberg. Hij trad in geheel Europa op, maar zijn naam wordt ook genoemd in Indonesische (Nederlands Indië) kranten van die tijd. Hij trad ook op in bijvoorbeeld in Australië en China; hij woonde enige tijd in Shanghai. Bijzonder aan hem is dat hij deel uitmaakte van een zangkwartet. De andere zangers waren Johanna van de Linde, Hermine Scholten en Jac. van Kempen.
Naast het geven van concerten en recitals was hij ook als docent actief. Echter dat werd regelmatig onderbroken doordat hij (weer) op tournee moest. Vanaf 1910 woonde hij in Rotterdam, verhuisde naar Parijs en kwam in 1925 in Den Haag te wonen. Vanaf die tijd nam het lesgeven meer tijd in beslag.
Hij was drager van de zilveren medaille voor kunst en wetenschap van de huisorde van Oranje en Ridder in de Orde van Oranje Nassau.
Alphons Diepenbrock droeg zijn Lyrische nacht aan hem op. Daartegenover stond dat Zalsman de rol van Gozewijn speelde in Gijsbreght van Aemstel, waarbij Diepenbrock de muziek had geschreven. Voorts gaf Zalsman de première van Diepenbrocks Es war ein alter König (januari 1904).
Enkele concerten:
- 3 november 1903: Kleine zaal van het Concertgebouw, begeleid door Henk van Breemen, op het programma stonden werken van onder meer Johannes Brahms en uitzonderlijk voor Nederland Christian Sinding; verder was er ruimte ingebouwd voor pianist Dirk Schäfer
- 19, 22 en 25 augustus 1910; Optreden tijdens de Promsconcerten in Londen
- 13 juni 1913: concert in Vlissingen met sopraan met zijn Zeeuwse leerlinge Sepha Mazzola (1888-1932)[1] en pianiste Line Bröcker, leerlinge van Carl Friedberg in Keulen[2]
- 24 oktober 1919: Remonstrantse kerk in Rotterdam
- 6 februari 1934: liederenavond voor den Haagschen Kunstkring

- Digitale Bibliotheek voor de Nederlandse Letteren: zals001
- Gemeinsame Normdatei: 1079106812
- MusicBrainz: f2640218-7d53-447c-906f-8b8aa7ffc0fe
- Virtual International Authority File: 36144814242411092250
- WorldCat: E39PBJfMfXm6ggrFFVRTC9PbBP